# Gadonów
Gadonów (lit. Gadūnavas) – miasteczko na Litwie, położone w okręgu telszańskim i w rejonie telszańskim. Liczy 122 mieszkańców (2001).